# Orfilea coriacea
Orfilea coriacea är en törelväxtart som beskrevs av Henri Ernest Baillon. Orfilea coriacea ingår i släktet Orfilea och familjen törelväxter. Inga underarter finns listade i Catalogue of Life.